# Thesium virgatum
Thesium virgatum là một loài thực vật có hoa trong họ Santalaceae. Loài này được Lam. miêu tả khoa học đầu tiên.